# Lieudieu
Lieudieu ist eine französische Gemeinde mit 347 Einwohnern (Stand: 1. Januar 2022) im Département Isère in der Region Auvergne-Rhône-Alpes; sie gehört zum Arrondissement Vienne und zum Kanton Bièvre. 

## Geografie
Die Gemeinde Lieudieu liegt im Quellgebiet der Gère, etwa 25 Kilometer ostsüdöstlich von Vienne. Umgeben wird Lieudieu von den Nachbargemeinden Châtonnay im Norden und Osten, Porte-des-Bonnevaux  im Süden und Südwesten,  Villeneuve-de-Marc im Westen sowie Saint-Jean-de-Bournay im Nordwesten.

## Bevölkerungsentwicklung
| Jahr                       | 1962 | 1968 | 1975 | 1982 | 1990 | 1999 | 2011 | 2021 |
| -------------------------- | ---- | ---- | ---- | ---- | ---- | ---- | ---- | ---- |
| Einwohner                  | 154  | 127  | 132  | 178  | 181  | 246  | 310  | 349  |
| Quellen: Cassini und INSEE |      |      |      |      |      |      |      |      |

## Sehenswürdigkeiten

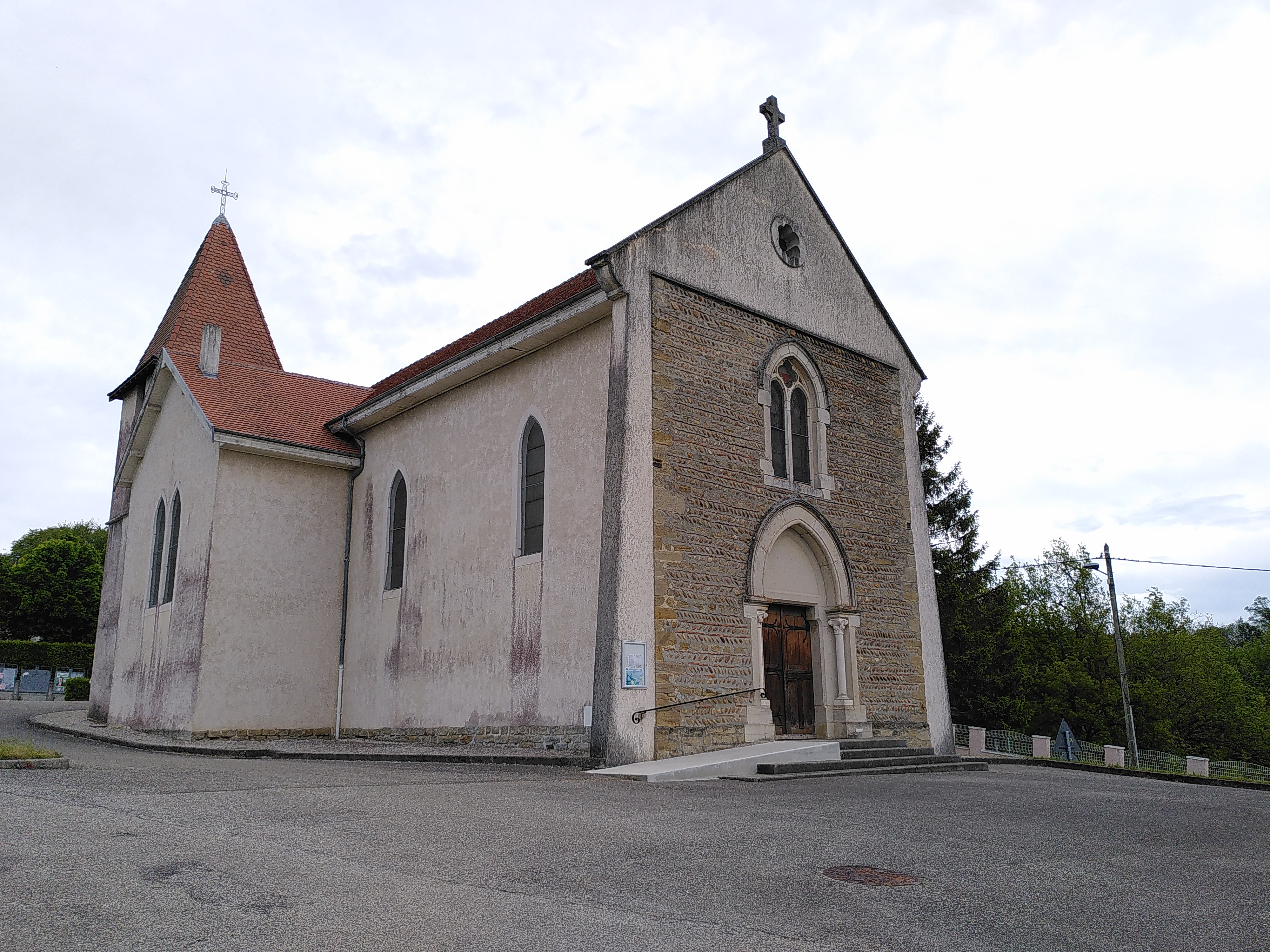
Kirche Saint-Joseph
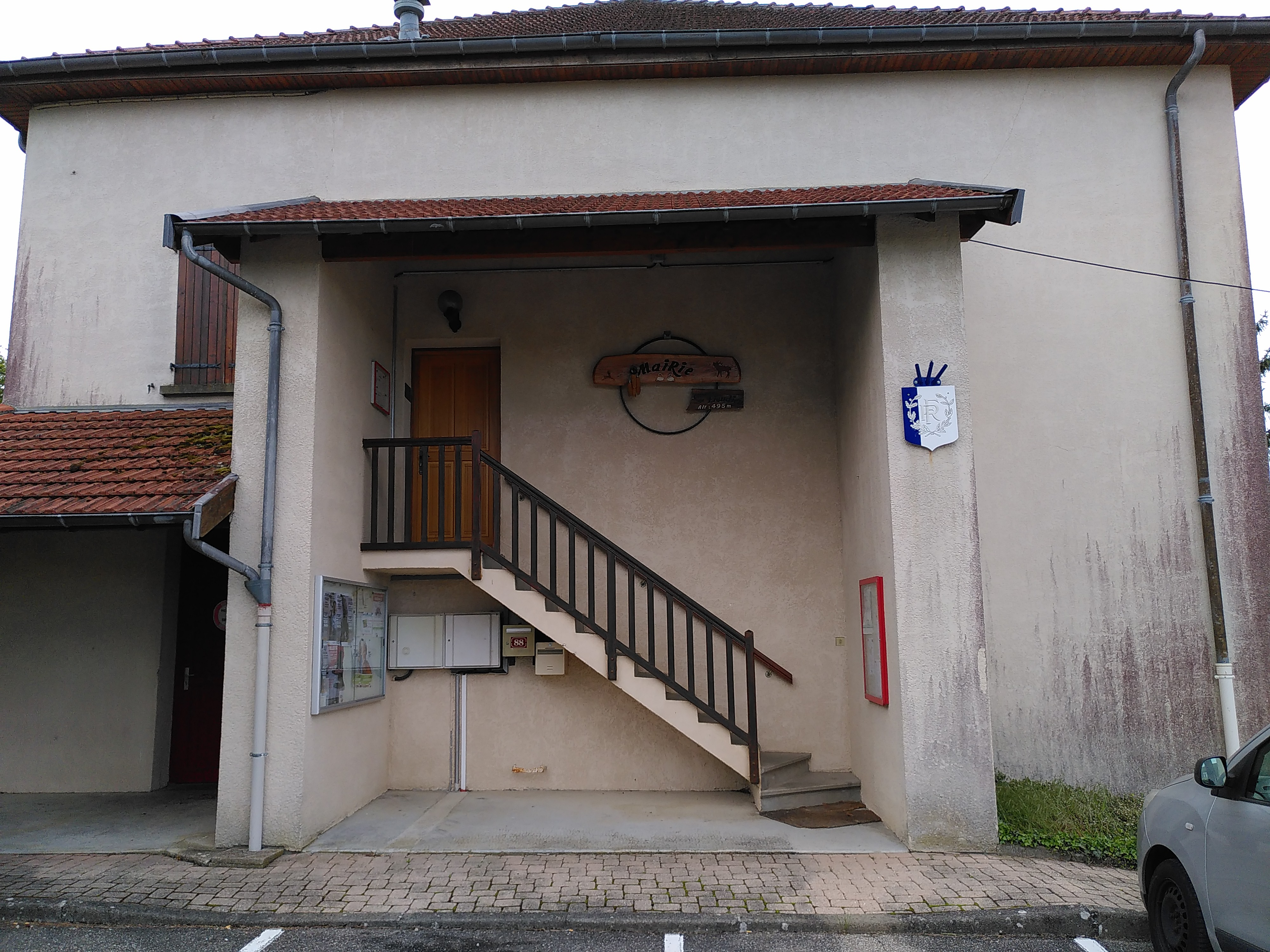
Mairie Lieudieu
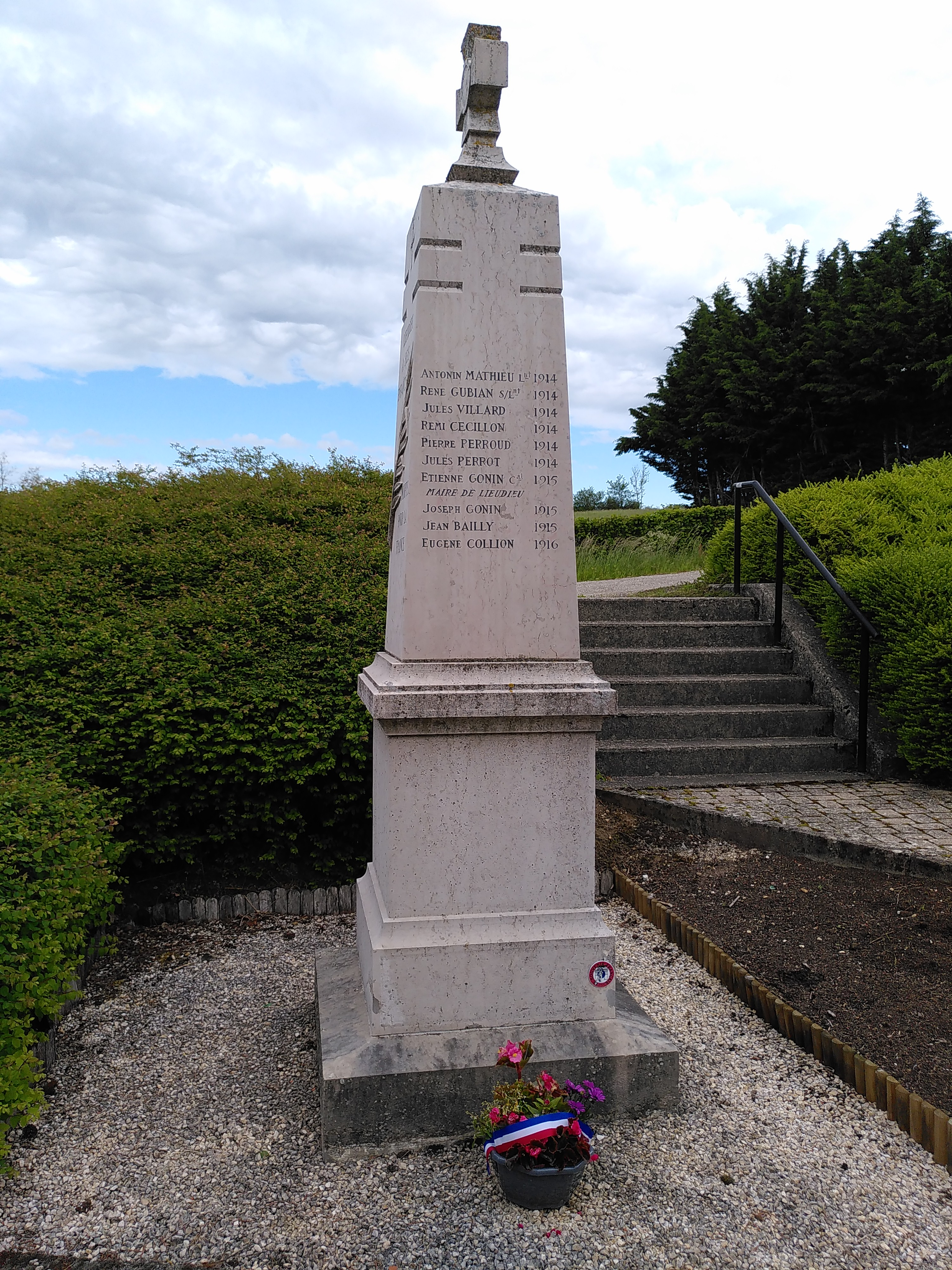
Gefallenendenkmal

- Kirche Saint-Joseph
- Mairie Lieudieu
- Gefallenendenkmal